# トロー
トロー(Taureau)は 、スクウェア・エニックスのコンピュータゲーム『フロントミッション』シリーズに登場する架空の企業。

## 会社概要
- 社名　Taureau
- 本社　E.C.フランス
- 創業　2011年
- 登場作品　『1ST』『2nd』『4th』『5th』『FMO』『FA』

## 沿革
元は戦車のシャーシを開発していたことから、ヴァンツァー用のキャタピラ・タイヤレッグパーツに実績がある。また、偵察用WAP・WAP用MG開発に評価が高い。また、MULS-P規格発表に伴い、参入した古参企業でもある。車両生産メーカーとしての面はあまり見ることは無いが、『FA』（アフリカ紛争）時には旧式であるものの戦闘車両を数種見ることが出来、いずれもWAWにとっては相当な難敵であった。
ただ、局地戦用に適応するためか趣味かは解らないが、人型からかけ離れたWAPばかり目立って製造しているその姿勢からキワモノ好きと言われることも多い。火器開発を得意とするが、やはり定石から外れ続けている。しかし、その性能は高く、各社三つ巴のナックル開発競争にしっかり勝利していたなど将来安泰である。

## ヴァンツァー
すべてのパーツ開発を行う。当然ながら、WAP名は仏語で統一されている。
| カスティゴU(Castigo U) | カスティゴU(Castigo U)      |
| ---------------------- | --------------------------- |
| メーカー               | トロー（E.C.フランス）      |
| 固定武装               | ヴァイデン BZ               |
| 携行火器               | 装備不能                    |
| マネージュ(Manege)     |                             |
| メーカー               | トロー（E.C.フランス）      |
| 固定武装               | 30mmトヴェリ(MG) ATM771(MS) |
| 携行火器               | 装備不能                    |

- ウルス(Ours)【1ST(DS),FMO】 - タンク型レッグパーツ。
- ウルスセット(-Sept)【FMO】
  - 他にディス(Dix)、シス(Six)型。
- フォン(Faon)【FMO】
  - 他にディス(Dix)型。
- ルナール(Renard)【FMO】
  - 他にデュ(Deux)、カトル(Quatre)、トロワ(Trois)型。
- オテル(Autel)【2nd】
脚部にはオフロードカーを採用。角ばったフォルムが特徴。
- カスティゴU【2nd】
- トレーロ(Torero)【2nd】
- マネージュ【2nd】
- ガロール(Garole)【1st】

### クラブサン・シリーズ
頭部やコクピット部は強化防弾ガラスで覆われ、レンズアイなど精密機器が収納されている。上腕部の大きな防弾プレートはアーム全体を保護できる。レッグも厚い装甲で保護されている。
- クルヴェット(Crevette)【FMO】 
  - 他にA2型。
- クラブサン【1ST,4th,FMO】
  - クラブサンA2【FMO】
  - 他にA3型。
- クラブサンII【1ST,FMO】
  - クラブサンIIA【FMO】 - タイヤ型レッグパーツ。
  - 他にIIB、III型。
- クラブサン2【4th】
  - 他にR型。
- カルマールA1(Calmar A1)【FMO】
  - 他にA2型。

### パボット・シリーズ
厚い装甲と強力な積載能力を企図して開発された機種。機動力はけして高くないが、脆弱な脚部関節やモニターアイを覆う装甲などから、少数でも戦闘を続行させられる継戦能力の獲得を狙った様が読み取れる。また、高火力も実現しており、大型のアクチュエーターや安定性を保つために脚部に施されたストッパー等はその表れと取れる。
しかし、本来投入される予定であった第2次ハフマン紛争では高機動機体の大量投入による集団戦闘が主流になり、機動力に劣る同シリーズは活躍の場を失ってしまう。その後は一部市場に流れるに留まるも、後に耐久性が注視され、前線での修理用機体として運用されることとなる。
外観的にはほぼ全身を覆った装甲と回転式のカメラアイが特徴的。
- パボット【1ST】
  - パボットII【1ST】
  - パボットA【FMO】
    - 他にIIA、IIC型。

  - ポワーヴルII(Poivre II)【FMO】
    - 他にIIA、IIC型。

### グロップ・シリーズ
- グロップ【1ST】
  - グロップSP-V【1ST】
主に偵察用で運用されるWAPで、SP-Vは最終モデル。前面に突き出した用途によって使い分けられる3種のカメラアイが非常に特徴的。
  - ペレグリン【1ST】

### デスマッツ・シリーズ
| デスマッツ(Desmatz) | デスマッツ(Desmatz)  |
| ------------------- | -------------------- |
| メーカー            | トロー(E.C.フランス) |
| 固定武装            | なし                 |
| 携帯火器            | MULS-P規格適応品     |

デスマッツ【5th】
トロー社らしく箱型の胴体に多脚型の脚部という特異な外観。EMPの使用を前提として開発され、脚部の回避能力は他の機種を凌駕するところである。しかし、他の機種に比べ耐久力が低め。『5th』の改造バリエーションの中でも多彩な数を誇るが、機体自体が非常に入手困難であり、全てを目にすることは難しい。
- デスマッツM【5th】
  - 他にN型、SH型。
- デスマンティス(Deathmantis)【5th】
  - 他にDD型。
- アルジオープ(Argiope)【5th】
  - 他にS型、L型。

### タトゥ・シリーズ
| タトゥ(Tatou) | タトゥ(Tatou)                                     |
| ------------- | ------------------------------------------------- |
| メーカー      | トロー（E.C.フランス）                            |
| 固定武装      | ボルトタスク(C) ディアタスク(D) ファイアタスク(3) |
| 携帯火器      | 装備不能（肩部は可能）                            |

タトゥー試作型（-X）【FMO】
『4th』に準じた外観のモデル。他にアドバンスドモデルであるタトゥーXX・シリーズ等。
タトゥー試作改良型（-XX）【FMO】
アドバンスドモデル。

タトゥー【4th,FMO】
センサーバックパックと共に偵察用として開発された。十分な出力が得られず、耐久性も低いが、軽量化を実現しているため機動性は高く、小説版において「神速のタトゥー」と謳われる事すらあった。他に2型。

タトゥC【2nd】
『2nd』において登場した機種でホバーと格闘内蔵腕部、更には多脚を採用したモデル。『4th』においては2脚を採用した機種が確認されているが。この違いは仕様の相違とされる。また、この項ではタトゥとタトゥーの表記が混在しているが、同系統機として判断すること（英字表記は同じ）。他にD、3型。

## 車両
ルケーネ(ALM-2000)【FA】
アフリカ紛争時、各地で確認された戦車。
クリザリッド(SH-14)【FA】
兵員輸送用装甲車。
クリザリッド・フュゼ(SHM-14)【FA】
クリザリッドの武装であるライフル砲をロケットランチャーに換装したタイプ。

## 兵器
- マシンガン
  - アールアッソー･シリーズ
- ロッド（ナックル）
  - キーンセイバー

## 搭乗パイロット一覧
トロー社製の機体に搭乗した主なパイロット。()内は登場タイトル。
- パボット
  - ポール・C・グリバー(1ST)
  - ミスト(2089-II)
- ペレグリン
  - ジーナ(1ST)
- タトゥー
  - ディーター・ボッシュ(4th)